# Tornedalsrådet
Tornedalsrådet (Tornionlaakson neuvosto på finska) är en samarbetsorganisation för de tornedalska kommunerna i Finland, Sverige och Norge.
| ” | Tornedalsrådet har som målsättning att främja Tornedals-kommunernas, näringslivets, företagens, organisationernas och invånarnas inbördes och internationella samarbete genom att verka för områdets intressen och dess utvecklande samt bevarande av det tornedalska kulturarvet. | „ |

Tornedalsrådets medlemskommuner

Tornedalsrådet som bildades 1987 är en sammanslagning av svenska Tornedalskommunernas förbund och finska Tornionlaakson kuntain toimikunta. Tidigare hade de båda föreningarna arbetat var för sig på var sida om gränsen.
Tornionlaakson kuntain toimikunta hade påbörjat sin verksamhet 1923 och Tornedalskommunernas förbund startade 1941. Då handlade samarbetet om gränshandel, laxfiske, flottning, färjor och broar. Nu är målet att främja samarbete och samverkan mellan alla som bor och verkar i Tornedalen, både inbördes och internationellt och samtidigt utveckla Tornedalen och bevaka tornedalingarnas intressen. 

## Medlemskommuner

### Finland
- Enontekis kommun
- Muonio kommun
- Kolari kommun
- Pello kommun
- Övertorneå kommun, Finland
- Torneå stad

### Norge
- Nordreisa kommun
- Kåfjords kommun
- Storfjord kommun

### Sverige
- Kiruna kommun
- Pajala kommun
- Övertorneå kommun, Sverige
- Haparanda kommun

## Jämför med
- Nordkalottrådet
- Kvarkenrådet
- Mittnorden
- Barentsregionen